# Листопад, Георгий Ефремович
Георгий Ефремович Листопад (1 мая 1923 — 23 ноября 1999) — учёный в области земледельческой механики и механизации сельскохозяйственного производства. Академик ВАСХНИЛ (1982, член-корреспондент с 1970). Ректор Волгоградского сельскохозяйственного института в 1961—1982 годах. Доктор технических наук (1964), профессор (1965).

## Биография
Родился в селе Камень (ныне Новгород-Северского района Черниговской обл. Украины).

### В годы войны
Призван в декабре 1941 года Гремячский РВК, Украинская ССР.
Участник Великой Отечественной войны. Помощник начальника штаба по учёту 36-го пластунского полка, командир противотанковой батареи 36-го пластунского полка. Боевой офицер, прошедший почти всю войну и встретивший победу в Праге в составе 9-й пластунской дивизии. Четыре раза ранен.

### После войны
Окончил Азово-Черноморский институт механизации сельского хозяйства (1948).
1948—1950 годы — Ассистент и заведующим практикой Азово-Черноморского института механизации сельского хозяйства
1953—1954 годы — Ассистент Сталинградского сельскохозяйственного института
1954—1960 годы — Доцент, декан факультета механизации
1960—1961 годы — Проректор Волгоградского сельскохозяйственного института
1961—1982 годы — Ректор Волгоградского сельскохозяйственного института и одновременно (1973—1982) заведующим кафедрой сельскохозяйственных машин Волгоградского сельскохозяйственного института.
1982—1990 годы — Академик-секретарь Отделения механизации, электрификации и автоматизации сельского хозяйства ВАСХНИЛ.
1985—1986 годы — Заведующий отделом прогнозирования научных исследований и системы перспективных машин ВНИИ электрификации сельского хозяйства,
с 1986 года — Профессор кафедры почвообрабатывающих машин Московского агроинженерного университета им. В. П. Горячкина.
Один из основоположников комплексной проблемы программирования урожая сельскохозяйственных культур. Является разработчиком научных основ рационального размещения дождевальных машин. Под его руководством созданы машины вибрационного типа, впервые разработан комплекс машин для возделывания и уборки бахчевых культур.
Опубликовано около 300 научных работ, в том числе 21 книга и брошюра. Имеет 36 авторских свидетельств и патентов на изобретения. Ряд работ опубликован за рубежом.

## Награды и звания
Заслуженный деятель науки и техники РСФСР. Награждён орденом Октябрьской Революции (1973), орденом Трудового Красного Знамени (1976), 2 орденами Отечественной войны I и II степени (1985, 1945), орденом Красной Звезды (1945), 2 орденами «Знак Почета» (1966, 1971), 13 медалями СССР и РФ, а также золотой медалью им. В. П. Горячкина и 3 медалями ВДНХ.